# Johny Thio
Johny Thio est un footballeur belge, né le 2 septembre 1944 à Roulers et décédé le 4 août 2008 à Hooglede.

## Biographie
Thio arrive au FC Bruges en 1963. Il évolue comme ailier gauche. Il défend les couleurs du club dont il a été le capitaine pendant de nombreuses années: il joue 345 matchs et marque 126 buts en douze saisons avec les 	Blauw en Zwart. Il remporte un titre de champion (1973) et deux coupes de Belgique (1968 et 1970).
Il a joué également 18 matchs et marqué 6 buts avec l'équipe nationale belge entre 1965 et 1972.
Il meurt le 4 août 2008 à la suite d'une attaque cardiaque.

## Palmarès
- Champion de Belgique en 1973 avec le FC Bruges
- Vainqueur de la Coupe de Belgique en 1968 et 1970 avec le FC Bruges